# امیر حمزه شینواری
امیر حمزه خان شینواری معروف به حمزه بابا، شاعر برجسته زبان پشتو و اردو بود. کتاب‌های او در مقاطع کارشناسی ارشد در دانشگاه پیشاور تدریس می‌شود. او را پل ارتباطی میان ادبیات کلاسیک پشتو و ادبیات مدرن این زبان می‌دانند. او مکتب فکری خیبر را در ادبیات پشتو تأسیس کرد. برجسته‌ترین شاعران این مکتب مانند نذیر شینواری، خطیر آفریدی و خیبر آفریدی از شاگردان او بودند.

## دوران کودکی
حمزه شینواری در لندی کوتل در ناحیه خیبر به عنوان پنجمین پسر برامیر خان به دنیا آمد.
در سال ۱۹۱۵ در مدرسه ابتدایی ثبت نام کرد. وقتی معلم از او خواست که الفبای اردو را بنویسد، در عوض توانایی‌های هنری خود را نشان داد و یک شخصیت انسانی کشید.
او در کلاس پنجم ابتدایی به مدرسه اسلامیه رفت و به زبان اردو شعر گفت. یک بار استادش خواجه سید عبدالستار شاه به او توصیه کرد که به زبان مادری خود پشتو بنویسد. چون در اردو مهارت نداشت، دستور معلمش را اطاعت کرد و شروع به نوشتن به زبان پشتو کرد.

## شاعری
زمانی که شینواری در راه‌آهن کار می‌کرد، پول بسیار کمی داشت. گواهی کم درآمدی گرفت و انصراف داد. او برای کار در صنعت فیلم به بمبئی سفر کرد، اما نتوانست خود را ثابت کند. حمزه از میرزا خان انصاری و خوشحال خان ختک الهام گرفته‌است. در اوایل دهه ۱۹۴۰، شعر او بر رمانتیسم متمرکز بود. او در مورد جنبه‌های مختلف عاشقانه می‌سرود.
حمزه خان همچنین منتقد و نمایشنامه‌نویس بود و ۲۰۰ نمایشنامه برای رادیو پاکستان، مقالات، نقدهای پژوهشی برای روزنامه‌های مختلف ادبی پاکستان تهیه کرد.
او از قبیله شینواری از قوم پشتون بود. آثار او تلفیقی بین شعر کلاسیک و مدرن در نظر گرفته می‌شود. او شعر کلاسیک می‌سرود، آن را با نوآوری‌های دوران جدید آمیخته و اندیشه‌های نوین را در غزلیات پشتو عرضه می‌کرد. او را پدر غزل‌های پشتو نیز می‌دانند.

## زندگی شخصی
حمزه در لندی کوتل زندگی می‌کرد. خانه او در ملا سخی شاه مردان بود. وی در بهمن ۱۳۷۳ درگذشت و در منطقه خیبر به خاک سپرده شد.
او تقریباً بیش از ۳۰ سال در شهر مردان در خیبر پختونخوا زندگی کرد.